# Samsung Galaxy J3 (2016)
Samsung Galaxy J3 (2016) (также известный как "Galaxy J3 V", "Galaxy J3 Pro" и "Galaxy Amp Prime") - Android - смартфон производства Samsung Electronics, был выпущен 6 мая 2016 года..

## Технические характеристики

### Аппаратное обеспечение
Galaxy J3 (2016) работает на базе Spreadtrum SC9830 SoC, включающий четырехъядерный 1,5 ГГц ARM Cortex-A7 CPU, ARM Mali-400 GPU с 1,5 ГБ RAM и 32 ГБ внутренней памяти. Модель J3 Pro имеет 2 ГБ оперативной памяти и 16 ГБ внутренней памяти. Обе модели могут быть увеличить объем памяти до 256 ГБ с помощью microSD..
Он оснащен 5,0-дюймовым Super AMOLED дисплеем с разрешением HD Ready. Задняя камера на 8 MP имеет апертуру f/2.2. Фронтальная камера имеет 5 МП, также с апертурой f/2.2..

### Программное обеспечение
Первоначально J3 (2016) поставляется с Android 5.1.1 "Lollipop" или 6.0.1 "Marshmallow" и пользовательским интерфейсом Samsung TouchWiz. Он обновляется до Android 7.0 "Nougat" на североамериканской модели..

## Фирменные версии
Некоторые операторы мобильной связи выпустили фирменные версии Galaxy J3 (2016) с немного отличающимися спецификациями.
Verizon выпустил фирменную версию под названием J3 V (SM-J320V), которая работает на базе Exynos 3475 SoC с четырехъядерным процессором 1,2 ГГц ARM Cortex-A7, ARM Mali-T720, 1,5 ГБ оперативной памяти и 8 ГБ внутреннего хранилища. Кроме того, он оснащен 5 МП основной камерой с диафрагмой f/2.2 и 2 МП фронтальной камерой. Он поставляется с Android 6.0.1 Marshmallow. Модель AT&T (SM-J320A) имеет те же технические характеристики, за исключением четырехъядерного процессора 1. 3 ГГц Cortex-A7 и 16 ГБ внутренней памяти..
Sprint, Virgin Mobile и Boost Mobile предлагали Galaxy J3 (SM-J320P) с тем же Exynos. 3475 SoC, что и J3 V, но с 16 ГБ памяти и Android 5.1.1 "Lollipop"..